# Brevig Mission
Brevig Mission ist ein Ort mit dem Status einer City in der Nome Census Area in Alaska. Das U.S. Census Bureau hatte bei der Volkszählung 2020 eine Einwohnerzahl von 428 ermittelt. Das Eskimo-Dorf liegt im Inupiaq-Sprachenraum.

## Geographie
Brevig Mission befindet sich im Nordwesten von Alaska an der Westküste der Seward-Halbinsel. Bei Brevig Mission mündet der Shelman Creek in das Nordufer der Bucht Port Clarence. Auf der gegenüberliegenden Landzunge befindet sich der Ort Port Clarence. Brevig Mission liegt etwa sechs Meter über dem Meeresspiegel. Der Ort befindet sich 105 km nordnordwestlich vom Verwaltungszentrum Nome. Brevig Mission verfügt über einen Flugplatz.

## Geschichte
Im Jahr 1892 wurde nahe Brevig Mission die „Teller Reindeer Station“ gegründet. Diese existierte bis 1900. Im Jahr 1900 wurde eine Mission der Lutheraner gegründet. Die Siedlung wurde als „Teller Mission“ bezeichnet. 1963 wurde ein Postamt eröffnet. Der Ort entschied sich zu diesem Zeitpunkt, sich in „Brevig Mission“ umzubenennen. 1969 erhielt Brevig Mission den Status einer „City“. Die Bevölkerung von Brevig Mission lebt hauptsächlich von Subsistenzwirtschaft.
Der Verkauf, die Einfuhr und der Besitz von Alkohol sind in Brevig Mission verboten.

## Demografie
Zum Zeitpunkt der Volkszählung im Jahre 2020 (U.S. Census 2020) hatte Brevig Mission 428 Einwohner auf einer Landfläche von 6,3 km². Von den Einwohnern waren 24 Weiße, 3 afrikanisch-amerikanischer, 380 amerikanisch-indianischer Abstammung sowie drei Asiaten.
Beim Zensus im Jahr 2000 wurden 276 Einwohner gezählt, 2010 waren es 388. Somit war die Bevölkerungsentwicklung in den letzten Jahren ansteigend.